# 伊本·艾西尔
伊本·艾西尔（阿拉伯語：ﻋﻠﻲ ابن الأﺛﻴﺮ，1160年—1233年），本名艾布·哈桑·阿里·本·穆罕默德·谢巴尼，阿拉伯史学家。是重要历史著作《历史大全》的作者。

## 生平
伊本·艾西尔出身于伊斯兰学者家庭，早年在摩苏尔接受传统的伊斯兰教育，并游学巴格达。他参与过萨拉丁的军队，见证了第三次十字军东征。后居于阿勒颇和大马士革，从事研究与著述。

## 主要著作
- 《历史大全》，又译《全史》，上起传说时代，下讫1231年，是一部伊斯兰世界的通史，该书对十字军东侵和蒙古西征的记载尤为详尽。
- 《莽丛群狮》，传记体史书，汇集了先知穆罕默德诸弟子的传记。